# Dresslerothamnus
Dresslerothamnus là một chi thực vật có hoa trong họ Cúc (Asteraceae).

## Loài
Chi Dresslerothamnus gồm các loài: